# Mand falder
|  | Denne artikel er oprettet af botten Steenthbot ud fra en ekstern database. Den kan derfor have sproglige fejl eller mangler. Denne skabelon kan fjernes efter kontrol af indholdet. |

Mand falder er en dansk dokumentarfilm fra 2015 instrueret af Anne Regitze Wivel.

## Handling
Hvad sker der, når en verdenskunstner pludselig mister sine naturgivne evner? Filminstruktøren Anne Wivel har fulgt sin ven, maleren Per Kirkeby, på nært hold, efter at han faldt og slog hovedet. Han havde tidligere overvundet følgerne af en hjerneblødning og to blodpropper, men faldet for to år siden resulterede i en hjerneskade, der forhindrer ham i at arbejde. Han har ikke bare mistet sin førlighed, men også evnen til at genkende farver og sågar sine egne kunstværker. Udover at fotografere er Anne Wivel også til stede som samtalepartner og følger Per Kirkeby, som kæmper for at vende tilbage, idet han samtidig erkender sine manglende fremskridt. For ham synes der at være lang vej tilbage, for kunsten er jo ikke blot et spørgsmål om at kunne male noget kønt og vellykket, det væsentlige ligger i overskridelsen af den gode smag. Det er dette hug, maleren savner.
I filmen møder vi foruden kunstneren, hans hustru, venner og samarbejdspartnere, men dens absolutte hovedperson er Per Kirkeby i et usædvanligt åbent møde med filminstruktøren Anne Wivel og hendes kamera. Alt - fra hverdagens genoptræning til følelsesladede indsigter - lægges nøgternt frem.

## Medvirkende
- Per Kirkeby